# Dicliptera neesii
Dicliptera neesii är en akantusväxtart som först beskrevs av Henry Trimen, och fick sitt nu gällande namn av L. H. Cramer. Dicliptera neesii ingår i släktet Dicliptera och familjen akantusväxter. Inga underarter finns listade i Catalogue of Life.